# Cephonodes rothschildi
Cephonodes rothschildi là một loài bướm đêm thuộc họ Sphingidae. Nó được tìm thấy ở dãy núi Star in Papua New Guinea.